# Mannweiler-Cölln
Mannweiler-Cölln là một đô thị thuộc huyện Donnersberg, Đức. Đô thị Mannweiler-Cölln có diện tích 4,9 km², dân số thời điểm ngày 31 tháng 12 năm 2006 là 440 người.